# Norsko na Zimních olympijských hrách 1994
Norsko na Zimních olympijských hrách 1994 v Lillehammeru reprezentovalo 88 sportovců, z toho 67 mužů a 21 žen. Nejmladším účastníkem byl Roar Ljøkelsøy (17 let, 267 dní), nejstarším pak Jim Marthinsen (37 let, 303 dní). Reprezentanti vybojovali 26 medailí, z toho 10 zlatých 11 stříbrných a 5 bronzových.

## Medailisté
| Medaile | Jméno                                                        | Sport                | Disciplína                            |
| ------- | ------------------------------------------------------------ | -------------------- | ------------------------------------- |
| Zlato   | Lasse Kjus                                                   | Alpské lyžování      | Muži kombinace                        |
| Zlato   | Bjørn Dæhlie                                                 | Běh na lyžích        | Muži 10 km (klasicky)                 |
| Zlato   | Bjørn Dæhlie                                                 | Běh na lyžích        | Muži 15 km stíhací závod (volný styl) |
| Zlato   | Thomas Alsgaard                                              | Běh na lyžích        | Muži 30 km (volný styl)               |
| Zlato   | Stine Lise Hattestadová                                      | Akrobatické lyžování | Ženy boule                            |
| Zlato   | Fred Børre Lundberg                                          | Severská kombinace   | Muži jednotlivci                      |
| Zlato   | Espen Bredesen                                               | Skoky na lyžích      | Muži normální můstek                  |
| Zlato   | Johann Olav Koss                                             | Rychlobruslení       | Muži 1 500 m                          |
| Zlato   | Johann Olav Koss                                             | Rychlobruslení       | Muži 5 000 m                          |
| Zlato   | Johann Olav Koss                                             | Rychlobruslení       | Muži 10 000 m                         |
| Stříbro | Kjetil André Aamodt                                          | Alpské lyžování      | Muži sjezd                            |
| Stříbro | Kjetil André Aamodt                                          | Alpské lyžování      | Muži kombinace                        |
| Stříbro | Bjørn Dæhlie                                                 | Běh na lyžích        | Muži 30 km (volný styl)               |
| Stříbro | Sture Sivertsen Vegard Ulvang Thomas Alsgaard Bjørn Dæhlie   | Běh na lyžích        | Muži štafeta 4 x 10 km                |
| Stříbro | Marit Wold                                                   | Běh na lyžích        | Ženy 30 km (klasicky)                 |
| Stříbro | Trude Dybendahl Inger Helene Nybråten Elin Nilsen Anita Moen | Běh na lyžích        | Ženy štafeta 4 x 5 km                 |
| Stříbro | Knut Tore Apeland Bjarte Engen Vik Fred Børre Lundberg       | Severská kombinace   | Družstvo mužů                         |
| Stříbro | Lasse Ottesen                                                | Skoky na lyžích      | Muži normální můstek                  |
| Stříbro | Espen Bredesen                                               | Skoky na lyžích      | Muži velký můstek - muži              |
| Stříbro | Kjell Storelid                                               | Rychlobruslení       | Muži 5 000 m                          |
| Stříbro | Kjell Storelid                                               | Rychlobruslení       | Muži 10 000 m                         |
| Bronz   | Kjetil André Aamodt                                          | Alpské lyžování      | Muži super-G                          |
| Bronz   | Harald-Christian Strand Nilsen                               | Alpské lyžování      | Muži kombinace                        |
| Bronz   | Sture Sivertsen                                              | Běh na lyžích        | Muži 50 km (klasicky)                 |
| Bronz   | Hilde Synnøve Lid                                            | Akrobatické lyžování | Ženy antény                           |
| Bronz   | Bjarte Engen Vik                                             | Severská kombinace   | Muži jednotlivci                      |